# 노르덴도르프 피불라
노르덴도르프 피불라(Nordendorf fibulae)는 6세기 중반에서 7세기 초반에 만들어진 알레만니의 피불라 두 점이다. 독일 바이에른주 아우스부르크 근교 노르덴도르프에서 발견되었다.
두 피불라는 모두 448기의 무덤이 모여 있는 알레만니 매장지의 한 여성의 무덤에서 출토되었다. 1843년에 한 개, 1844년에 나머지 한 개가 발견되어 각각 제1피불라, 제2피불라라고 부른다. 둘 다 푸사르크 룬 문자가 새겨져 있다. 이 중 제1피불라에 새겨진 룬 문자가 그 내용이 더 길고 또 남게르만 지역에서 섬겨진 신들의 이름이 직접적으로 언급된다는 점에서 중요하게 취급된다.